# Boží muka u Dolského potoka
Pískovcová boží muka se nalézají pod vzrostlou lípou na katastrálním území obce Dlouhá Třebová u místní komunikace spojující obce Knapovec a Dlouhá Třebová v údolí, kterým protéká Dolský potok. 

## Historie
Boží muka byla v minulosti poničena vandaly a následně byla opravena a slavnostně vysvěcena na Květnou neděli dne 9. dubna 2017. 

## Popis
Pískovcová boží muka stojí v pískovcovém čtvercovém ohrazení u komunikace pod vzrostlou lípou. Uprostřed pískovcového ohrazení stojí na nízkém hranolovém podstavci pískovcový sloup zakončený nahoře kaplicí s obloukovitě vzepjatou stříškou. 
V kaplici je na čelní straně vyhloubena nika uzavřená kovovou mříží. Za mříží je umístěna pískovcová soška sedící Panny Marie s Ježíškem v náručí.
Kaplice je nahoře zakončena zlaceným křížem, na jejích bocích se nalézají zlacené reliéfní kříže.

## Galerie

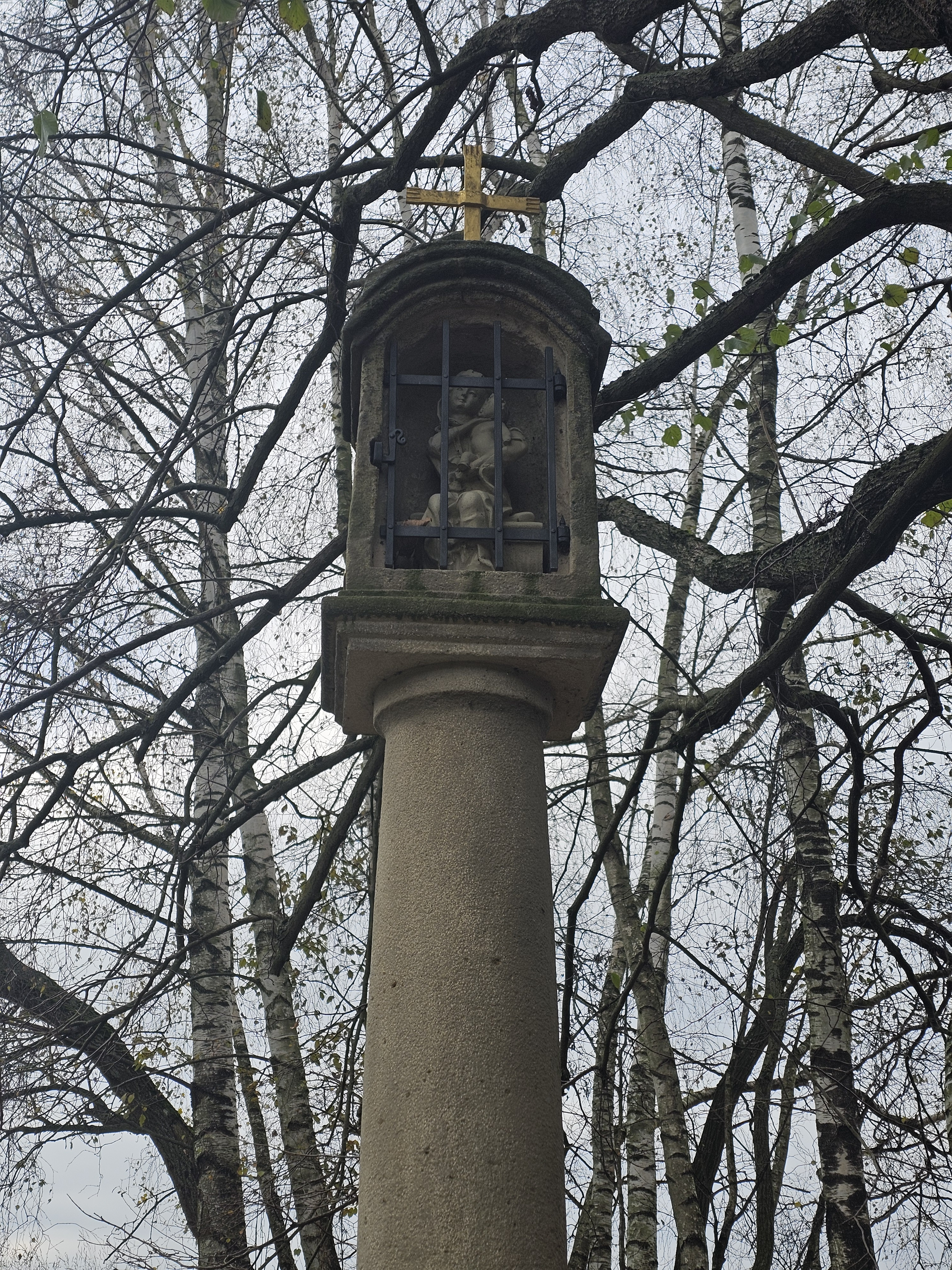
detail kaplice božích muk
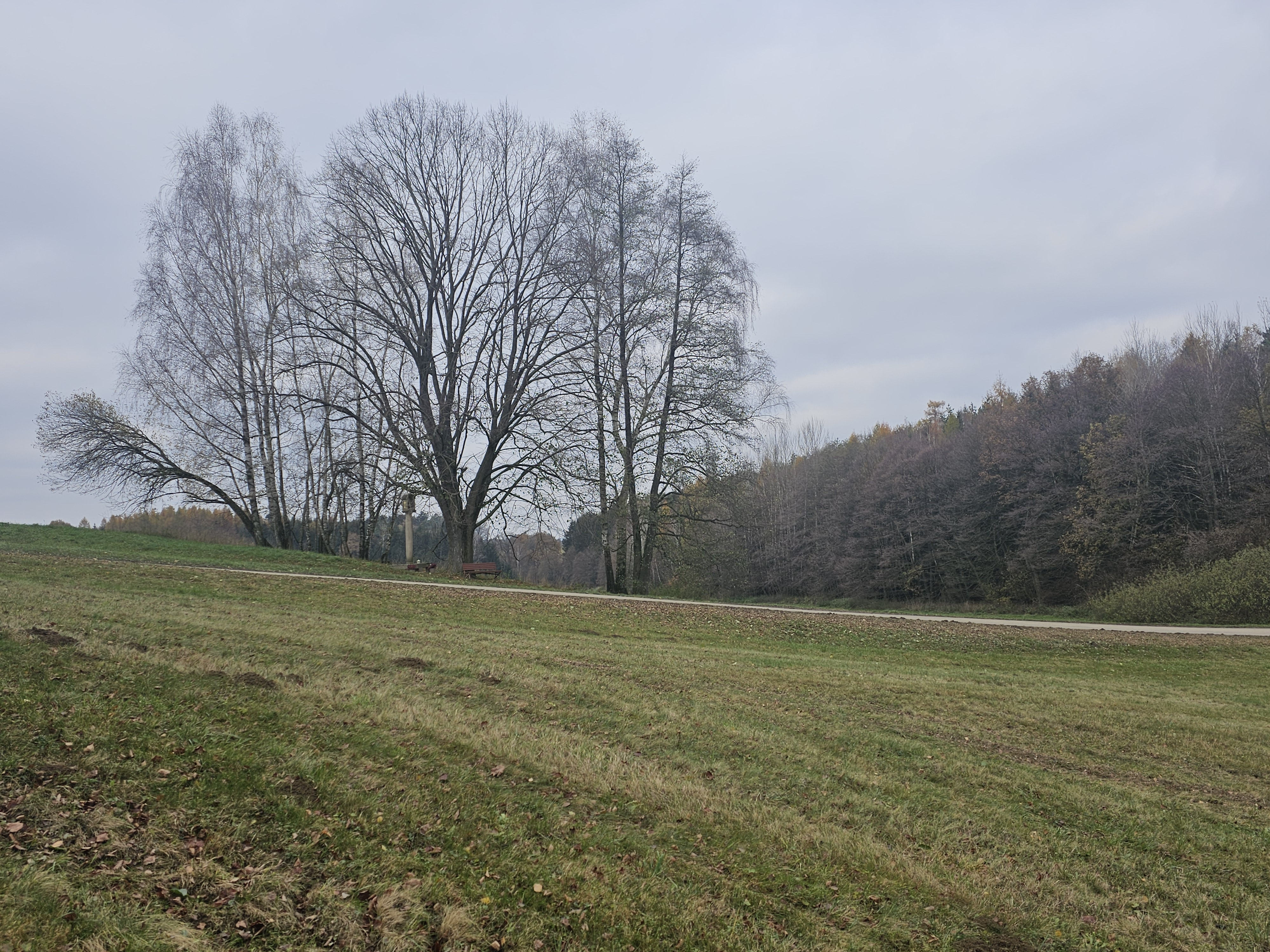
pohled na boží muka z dálky